# 聖基利恩 (明尼蘇達州)
聖基利恩（英語：St. Kilian）是位於美國明尼蘇達州諾布爾斯縣的一個非建制地區。

## 地理

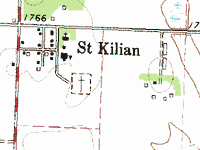
聖基利恩的地形圖

聖基利恩所處的海拔為高於海平面538米（即1765英呎），而該地所採用的時區為UTC-6，即北美中部時區（CST）。同時該地設有夏令時間，為UTC-6調快一小時，即UTC-5（CDT）。